# Xenomycetes laversi
Xenomycetes laversi es una especie de coleóptero de la familia Endomychidae. La otra especie perteneciente al género Xenomycetes es Xenomycetes morrisoni.

## Distribución geográfica
Habita en Washington (Estados Unidos).